# Zvi Zeitlin
Zvi Zeitlin (21. února 1922 Dubrovna, Bělorusko – 2. května 2012 Rochester, New York, USA) byl rusko-americký houslista, skladatel a pedagog. Ve svých jedenácti letech získal stipendium na newyorské škole Juilliard School of Music. Od roku 1967 učil na škole Eastman School of Music na University of Rochester.